# 2016年のスーパーカップ (日本サッカー)
2016年のスーパーカップは、2016年2月20日に日産スタジアム（神奈川県横浜市）で行われた、23回目のスーパーカップである。

## 概要
富士ゼロックスの特別協賛により、FUJI XEROX SUPER CUP2016（フジ ゼロックス スーパーカップ2016）の名称で開催された。
主催
公益財団法人 日本サッカー協会 / 公益社団法人 日本プロサッカーリーグ
主管
公益社団法人 日本プロサッカーリーグ / 一般社団法人 神奈川県サッカー協会
後援
神奈川県 / 神奈川県教育委員会
特別協賛
富士ゼロックス株式会社
賞金
- 優勝 3,000万円
- 準優勝 2,000万円

## 参加クラブ
- サンフレッチェ広島（2015明治安田生命J1リーグ優勝）
- ガンバ大阪（第95回天皇杯全日本サッカー選手権大会優勝）

前年のチャンピオンシップ決勝と同じ顔合わせとなった。

## 試合結果
スケジュールの関係上前年大会より1週間早い試合となり、かつあいにくの雨模様となったが、日産スタジアムには首都圏のチームが出場しないにもかかわらず3万を超える観衆が詰めかけた。
前回対戦からわずか2ヶ月での両チームの再戦に、オープンな展開となりがちなFXSCとしては珍しく、お互いの新戦力を探るような慎重な立ち上がりとなる。広島はポゼッションでG大阪を上回るもののフィニッシュには至らず、前半のシュート数は広島2本・G大阪1本と、“ジャブの応酬”のみでハーフタイムを迎えた。
後半に入り6分、広島は右サイドでMF青山敏弘からDF塩谷司にパス、塩谷の縦方向のクロスにFW佐藤寿人が左足かかとで押し込み、広島が先制する。さらに後半12分、広島MF柏好文の左からのクロスをG大阪DF丹羽大輝がブロック。丹羽は顔面ブロックで防いだようにも見えたが、これをこの日の主審である飯田淳平が丹羽の左腕に当たったと判断しPKの判定。これを佐藤に替わって出場したFW浅野拓磨が決めてリードを2点に広げる。
これに対し、G大阪も23分にはカウンターから右サイドを駆け上がったDF阿部浩之が折り返し、FW宇佐美貴史がダイビングヘッドで1点を返す。しかしその直後、広島はMF柴崎晃誠に替えて新戦力のFWピーター・ウタカを投入。するとその4分後、コーナーキックからの相手のクリアボールをウタカが右足ダイレクトで決める。退団したFWドウグラスの代役としても期待されるウタカ のゴールで再び広島が突き放す。
その後G大阪も反撃を試みるが、得点に至らず。広島が2年ぶり4度目の優勝を果たした。新戦力のチームへの融合度合いが試合の明暗を分ける結果となった。
| 2016年2月20日 13:35 |

| サンフレッチェ広島                                         | 3 - 1    | ガンバ大阪      |
| 佐藤寿人 51分 · 浅野拓磨 57分 (PK) · ピーター・ウタカ 73分 | 公式記録 | 宇佐美貴史 68分 |

| 日産スタジアム, 横浜 観客数: 33,805人 主審: 飯田淳平 |

| サンフレッチェ広島 | ガンバ大阪 |

| GK     | 01 | 林卓人           |      |      |
| DF     | 33 | 塩谷司           |      |      |
| DF     | 05 | 千葉和彦         |      |      |
| DF     | 19 | 佐々木翔         | 38分 |      |
| MF     | 14 | ミキッチ         |      |      |
| MF     | 08 | 森崎和幸         |      |      |
| MF     | 06 | 青山敏弘         |      | 83分 |
| MF     | 18 | 柏好文           |      |      |
| MF     | 30 | 柴崎晃誠         |      | 69分 |
| MF     | 25 | 茶島雄介         |      |      |
| FW     | 11 | 佐藤寿人         |      | 53分 |
| 控え:  |    |                  |      |      |
| GK     | 21 | 廣永遼太郎       |      |      |
| DF     | 04 | 水本裕貴         |      |      |
| MF     | 37 | 宮原和也         |      |      |
| MF     | 28 | 丸谷拓也         |      | 83分 |
| MF     | 16 | 清水航平         |      |      |
| FW     | 09 | ピーター・ウタカ | 88分 | 69分 |
| FW     | 10 | 浅野拓磨         |      | 53分 |
|        |    |                  |      |      |
| 監督   |    |                  |      |      |
| 森保一 |    |                  |      |      |

| GK         | 01 | 東口順昭     |        |      |
| DF         | 22 | オ・ジェソク |        |      |
| DF         | 05 | 丹羽大輝     | 55分   |      |
| DF         | 15 | 今野泰幸     |        |      |
| DF         | 04 | 藤春廣輝     |        |      |
| MF         | 21 | 井手口陽介   | 45+1分 |      |
| MF         | 07 | 遠藤保仁     |        |      |
| MF         | 13 | 阿部浩之     |        | 76分 |
| MF         | 39 | 宇佐美貴史   |        |      |
| MF         | 09 | アデミウソン |        | 60分 |
| FW         | 29 | パトリック   |        | 60分 |
| 控え:      |    |              |        |      |
| GK         | 18 | 藤ヶ谷陽介   |        |      |
| DF         | 06 | 金正也       |        |      |
| DF         | 35 | 初瀬亮       |        |      |
| MF         | 11 | 倉田秋       |        | 60分 |
| MF         | 25 | 藤本淳吾     |        | 76分 |
| MF         | 27 | 内田達也     |        |      |
| FW         | 20 | 長沢駿       |        | 60分 |
|            |    |              |        |      |
| 監督       |    |              |        |      |
| 長谷川健太 |    |              |        |      |

| FUJI XEROX SUPER CUP2016 優勝   |
| ------------------------------- |
| サンフレッチェ広島 2年ぶり4度目 |

### 注記
1. ↑  このジャッジについて、丹羽は終了直後に飯田にあいさつをした際に飯田が誤審を認めたと証言したが、飯田はこの発言を否定している[5]。また、審判委員長の上川徹は2月24日に「映像で見ると顔に当たっているように見える」この判定が誤審であったことを認めている[6]。